# ROCK2
ROCK2‏ (Rho associated coiled-coil containing protein kinase 2) هوَ بروتين يُشَفر بواسطة جين ROCK2 في الإنسان. فاسوديل هو مثبط لبروتين ROCK.

## الوظيفة
البروتين المُشفَّر بواسطة هذا الجين هو كيناز سيرين/ثريونين، يُنظِّم انقسام الخلايا، وانقباض العضلات الملساء، وتكوين ألياف إجهاد الأكتين، والالتصاقات البؤرية، وتنشيط عنصر استجابة المصل c-fos. هذا البروتين، وهو نظير إنزيم ROCK1، هو هدف لإنزيم GTPase Rho الصغير.